# Géographie du département des Vosges

Carte des intercommunalités au 1er janvier 2014

Bien que le département des Vosges doive son nom au massif des Vosges, les deux entités sont géographiquement bien distinctes. Le massif s'étend aussi en Alsace et en Franche-Comté, mais occupe moins de la moitié orientale du département.
On distingue principalement trois zones dans le département :
- la Montagne - ou Hautes-Vosges - à l'est d'une ligne allant de Plombières-les-Bains à Raon-l'Étape ;
- la Plaine, pour la plus grande partie de l'ouest ;
- la Vôge, pour la partie sud.

L'altitude varie de 227 mètres à Grignoncourt à 1 363 mètres au Hohneck, commune de La Bresse.

## Le territoire dans ses limites
| \| Vôge Ouest vosgien Xaintois Hautes-Vosges Déodatie Vosges Monts Faucilles La Meuse La Moselle La Meurthe La Saône \| Carte topographique et localisation des régions naturelles dans le département |
| Vôge Ouest vosgien Xaintois Hautes-Vosges Déodatie Vosges Monts Faucilles La Meuse La Moselle La Meurthe La Saône                                                                                      |

Créé en tant qu'entité administrative le 22 décembre 1789 par un décret de l'Assemblée constituante, qui entre en vigueur quelques mois plus tard, le 4 mars 1790, le département des Vosges était partagé sous l'Ancien Régime entre le duché de Lorraine, le duché de Bar (bailliage de Bourmont), les Trois-Évêchés (quelques communes du nord-ouest du département, Vicherey, Pleuvezain...), la principauté de Salm, la Champagne et la Franche-Comté (quelques communes du sud-ouest). Ces territoires y sont inclus parce qu'ils étaient peuplés de Lorrains. Il a été amputé lors du traité de Francfort par la perte du canton de Schirmeck et d'une partie du canton de Saales.
À l'est se dessine la ligne bleue des Vosges naguère fortement médiatisée par l'assimilation au souvenir des provinces perdues. Sur cette ligne de partage des eaux, dominant le rift rhénan, entre les bassins alsaciens et celui de la Moselle, court une succession de sommets arrondis, de hauteur croissante en se dirigeant vers le sud. Balayés par des vents qui ont pris leur force ascendante, les ballons sont souvent chauves, en particulier au-delà de 1 100 m ; ce qui représente pour l'arbre une limite biogéographique anormalement basse mais nuancée localement par la pente et l'exposition. Ces reliefs opposent des versants dissymétriques : un versant occidental, lorrain, en pente douce, et un versant oriental, rhénan, abrupt. Cette opposition résulte d'un effondrement consécutif à la surrection alpine tertiaire.
Les chaumes, pour l'essentiel anthropiques, ont été, à partir d'espaces dénudés restreints, agrandies par les marcaires soucieux d'augmenter les surfaces de leurs estives. Ces espaces souvent piquetés de tourbières bombées, ombrotophes (Gazon du Faing), sont traversées par une limite très ancienne, le first, succession continue de pierres levées qui marque encore la limite avec l'Alsace. Ce paysage emblématique des chaumes, où l'on continue à entendre tinter quelques clarines portées par des vaches de race vosgienne, surmonte un vaste drapé forestier terminé en lambeaux avec l'écotone que représente la hêtraie d'altitude, forêt de protection au port dissymétrique, tourmenté, sculpté par la violence des vents mais également l'accumulation des précipitations qui, avec l'altitude, se transforment en neige ; ce qui explique l'allure parfois columniforme des résineux. Plus bas s'étalent de belles forêts étagées où se retrouve la classique ordonnance de la hêtraie-sapinière puis de la hêtraie-sapinière à épicéas.
À l'ouest du ballon d'Alsace (1 247 m) et de celui de Servance (1 189 m), la limite départementale sud traverse les assises des grès bigarrés de la Vôge, pays d'eaux vives, de profondes forêts naguère parsemées de vastes feignes (marais). Après Le Val d'Ajol, la limite départementale ne suit plus la ligne de partage des eaux entre Moselle et Rhône puisque le réseau de la Saône et de ses sous-affluents (la Combeauté, l'Augronne qui traverse Plombières et la Semouse) remonte ses sources pour aller franger le réseau de la Moselle (la Saône et le Madon près de Vioménil). Le seuil hydrographique est accidenté et organisé par de nombreuses failles où dominent les directions varisques. Il a été emprunté par la branche sud du canal de l'Est (Épinal-Corre) quand la frontière tracée en 1871 imposa de percer une nouvelle voie d'eau. En fonction de l'acidité du substrat, ce môle gréseux est couvert de belles chênaies-hêtraies (Darney) ou encore de pins sylvestres. Il est incisé par de très nombreux ruisseaux qui, malgré la médiocrité de l'altitude, créent une topographie heurtée qui favorisa l'enclavement puis l'exode avant que ne réapparaissent, depuis peu, des formes de renaissance rurale. Le potentiel forestier et les ruisseaux barrés ont été le support d'activités proto-industrielles nombreuses. Les sources thermales, et au premier chef d'entre elles Plombières, ont été très tôt reconnues pour leurs vertus curatives.
Plus à l'ouest encore, et jusqu'à Lamarche, la limite de l'actuel département qui, sauf dans le détail, pérennise celle qui séparait la Lorraine de la Franche-Comté, déborde celle qui séparait la cité des Leuques de celle des Séquanes. Cette dernière courait sur le seuil hydrographique Saône/Moselle matérialisé par les monts Faucilles (501 m). La limite occidentale du département débute avec le Bassigny (ancien territoire des Lingons) et inclut les arcs rapprochés des terminaisons des côtes de Meuse et de Moselle, cette dernière dominant la plaine du Xaintois (les bassins du Vair et du Madon). Enfin, sur sa limite nord, le département s'accroche à quelques gros massifs boisés, en particulier la forêt de Charmes. Celle-ci croît sur de vastes épandages alluviaux et colluviaux liés à la Moselle, avec des sols trop médiocres pour avoir été durablement défrichés. Ensuite, la limite croise la côte du Muschelkalk (calcaire coquillé) qui fait face aux Vosges gréseuses. Enfin, elle suit le tracé de la rivière de la Plaine, pérennisant une délimitation arbitrée quand fut simplifié le périmètre de la principauté de Salm (1751).

Paysages des Vosges :
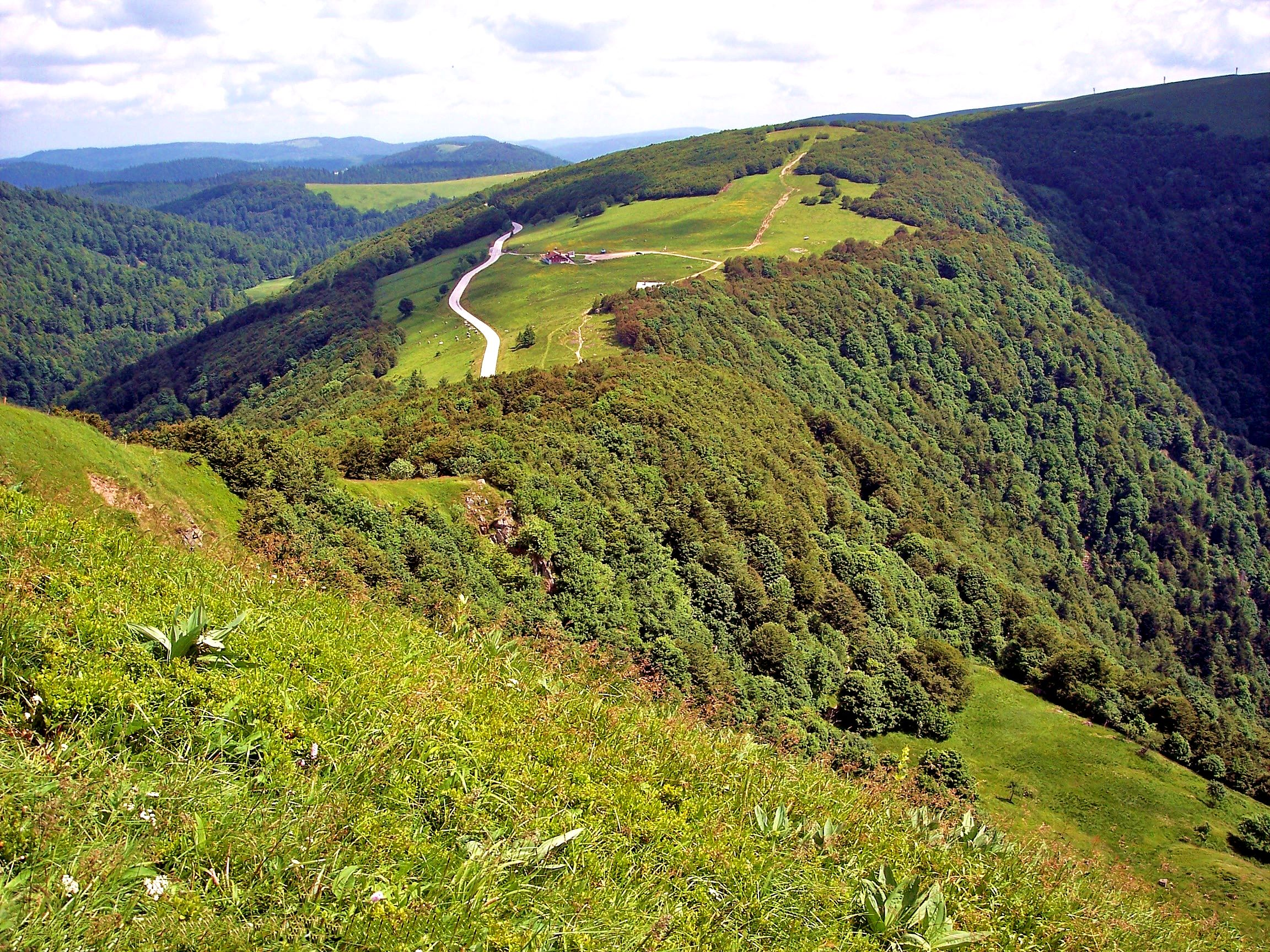
Le massif à la limite avec le Haut-Rhin, au sud-est.
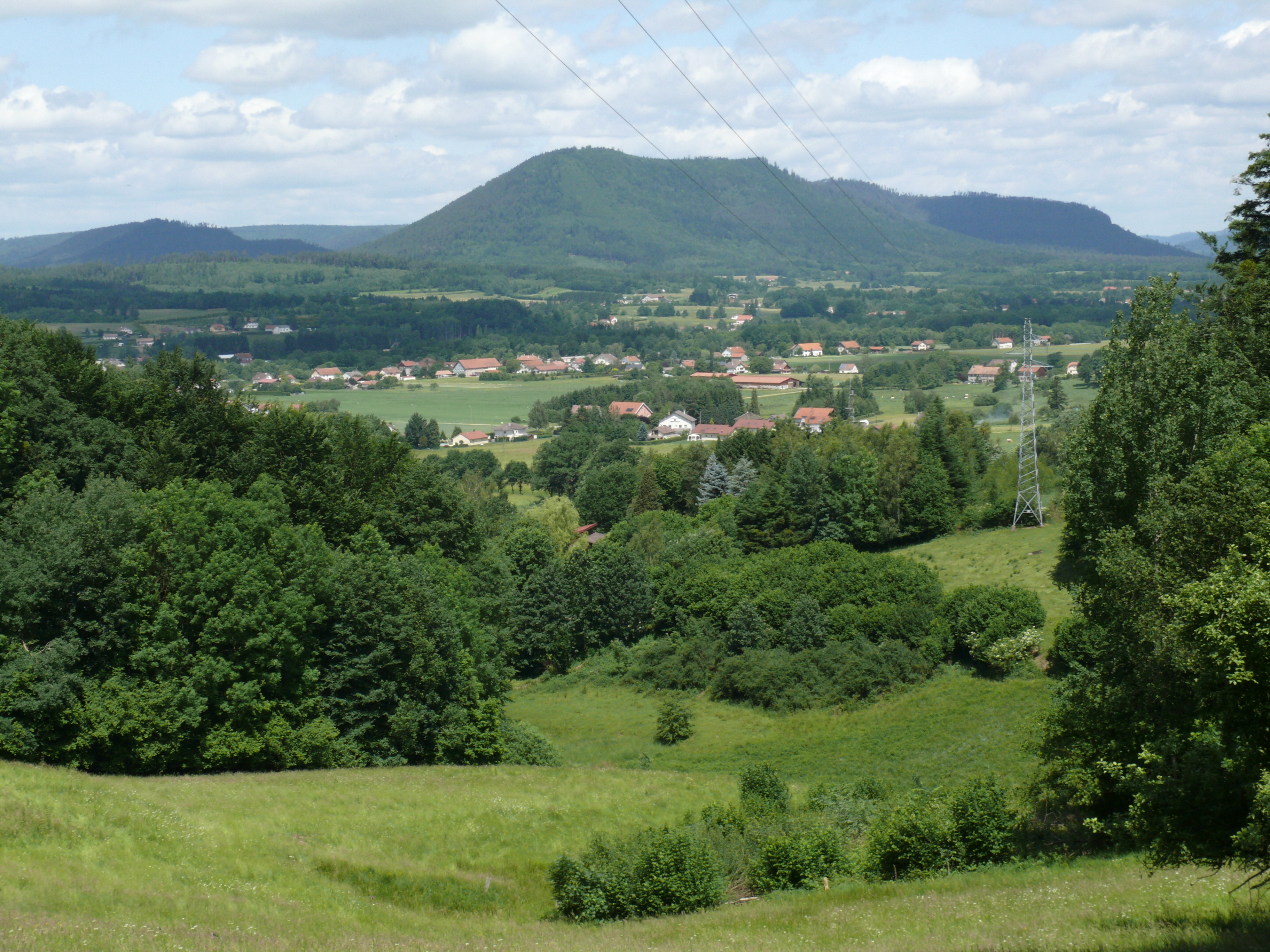
Le massif du Kemberg, au nord-est.
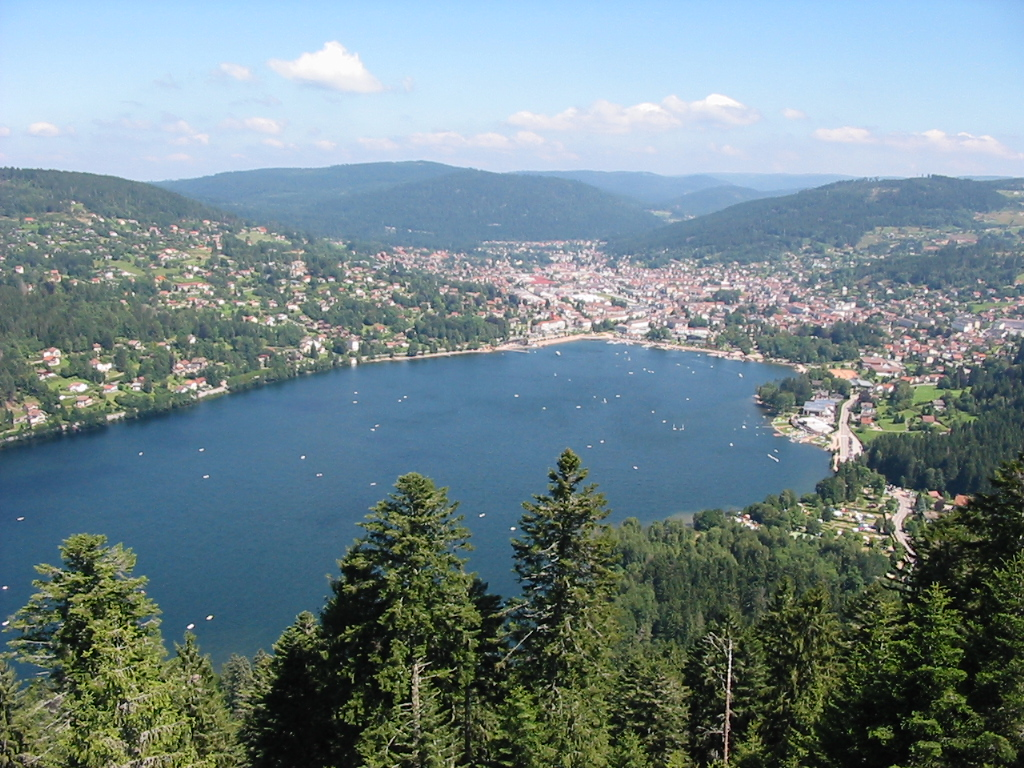
Le lac de Gérardmer à l'est.
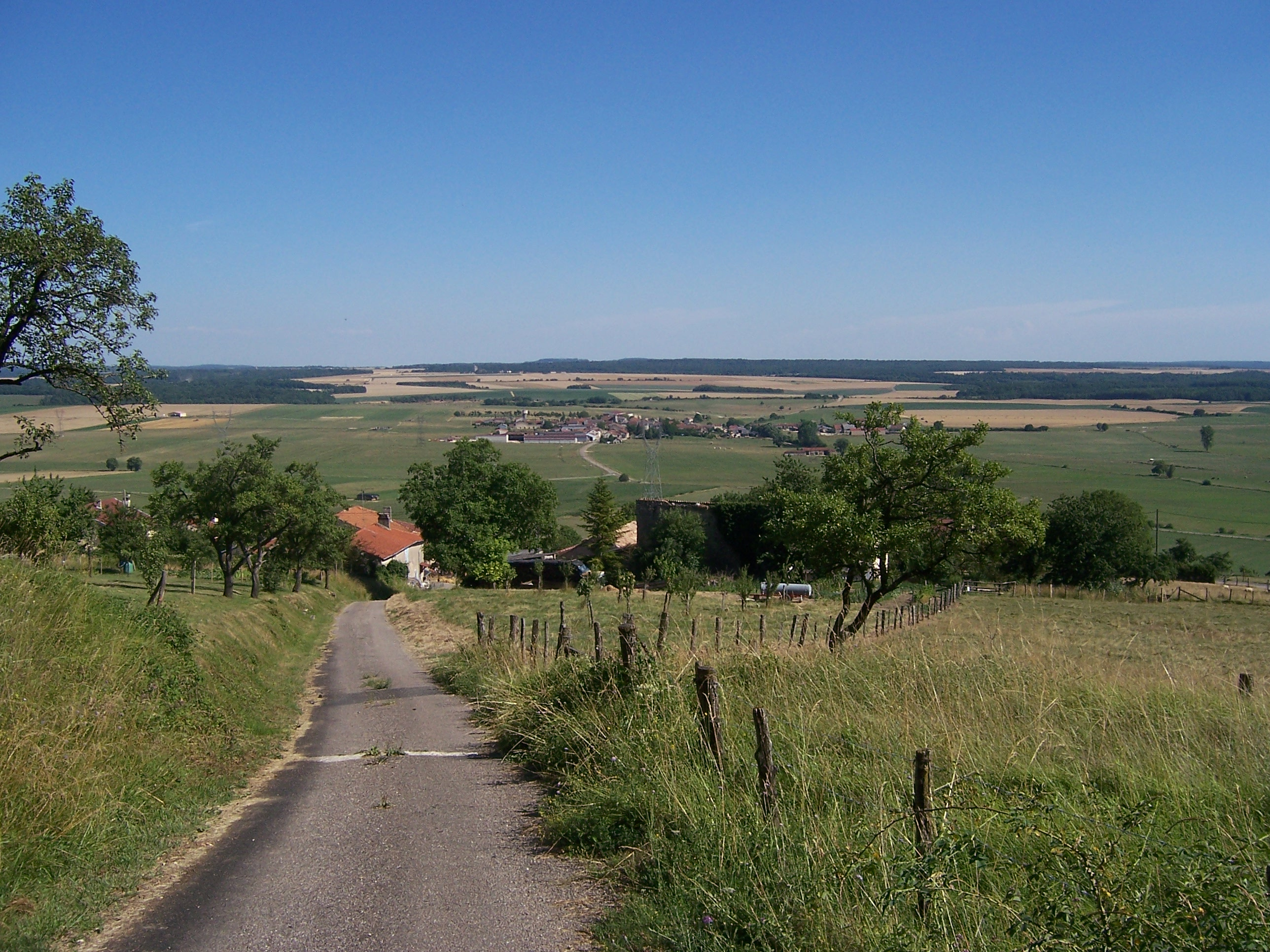
Clérey-la-Côte, au nord-ouest.

## Tourbières
Aux confins de la géographie physique et historique, les tourbières qui apparaissent quelques siècles après les dernières périodes glaciaires et constituent déjà il y a 7500 ans des étendues épaisses et importantes, malgré des croissances végétatives remarquablement lentes, ont longtemps permis de réguler de manière efficace l'alimentation des rivières. L'extension conquérante des prairies humides, très progressive à partir du Néolithique jusqu'aux entreprenantes périodes gauloises et gallo-romaines les a annihilées en partie ou en a transformées un très grand nombre. La foresta mérovingienne instaure un premier équilibre conservatoire des derniers reliquats après le VIe siècle par effet de protection et d'immobilisme des structures domaniales incluses.
Les tourbières du département des Vosges ont fait l'objet de nombreux inventaires, du fait de leur rôle économique ; l'exploitation de la tourbe représente extraite et séchée en 1887 un volume commercialisable de plus de 6000 stères pour un prix de vente de 3,60 Francs le stère. Les tourbières les plus productives se situent sur le grès vosgien, à des altitudes par ailleurs modérées et sous un climat constamment humide. Ainsi la Grande Pierrache à Bellefontaine, les tourbières de La Chapelle-aux-Bois, Les Aunouzes et Les Mottes à Xertigny s'imposent parmi les sites d'exploitations les plus rentables... Sur le grès bigarré, mentionnons les tourbières également parmi les plus productives exploitées à la Belle Époque à Granges-les-Plombières, Dounoux, Girancourt, Saint-Laurent. Enfin sur le vieux socle des terrains dit primaires comptent les entreprises tourbicoles de Saint-Nabord, Rupt-sur-Moselle, Gérardmer (incluant encore le vaste quartier de Xonrupt-Longemer), Les Arrentès-de-Corcieux, Champdray, Liezey, Le Tholy, Cleurie...

## Charbon
Du lignite s'est formé au Keuper (-220 à -230 millions d'années). Ce charbon de mauvaise qualité est exploité entre le début du XIXe siècle et le milieu du XXe siècle dans les environs de la ville de Vittel, dans l'ouest du département. Le charbon est découvert à Norroy dans les années 1820. L'activité est à son apogée au XIXe siècle, où six concessions sont accordées entre 1829 et 1859 pour l'exploitation du bassin. La concession la plus active est celle de Saint-Menge et Gemmelaincourt qui extrait quelques centaines de milliers de tonnes de charbon. Comme d'autres petits bassins qui échappent au contingentement de l'occupant, il est relancé dans les années 1940 pour faire face aux pénuries dues à l'Occupation et permettre aux industries locales de se maintenir.